# فيكتور فابيان باتشيكو
فيكتور فابيان باتشيكو (بالإسبانية: Víctor Fabián Pacheco)‏ هو لاعب كرة قدم أوروغواني في مركز الدفاع، ولد في 12 سبتمبر 1972. لعب مع التانك سيلي.

## وصلات خارجية
- فيكتور فابيان باتشيكو على موقع قاعدة بيانات كرة القدم.إي يو (الإنجليزية)